# Igreja de Nossa Senhora da Conceição (Guarapari)

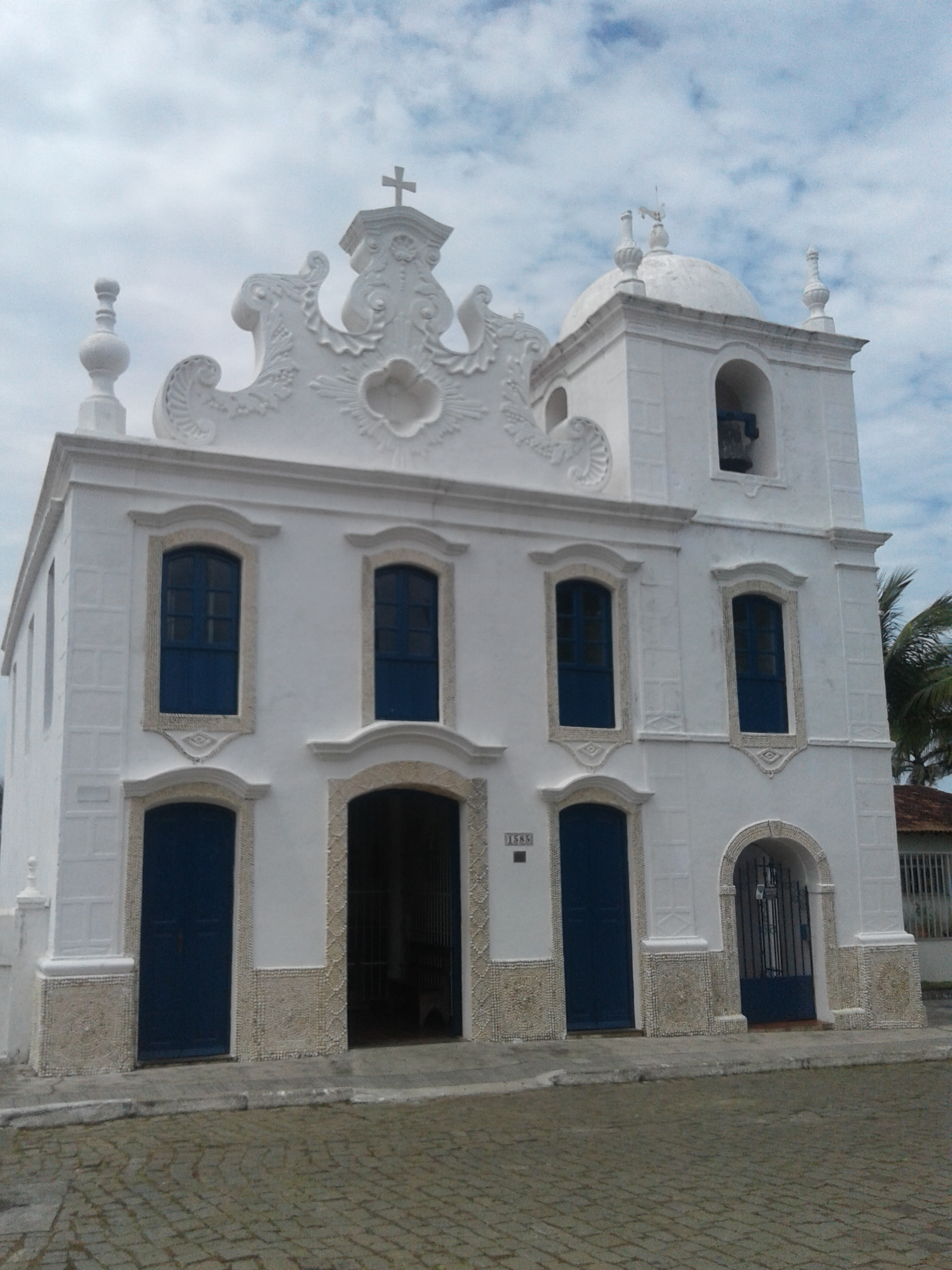
Fachada da igreja de Nossa Senhora da Conceição em Guarapari - ES.

A Igreja de Nossa Senhora da Conceição é um templo católico localizado na cidade de Guarapari, no estado do Espírito Santo. 

## História

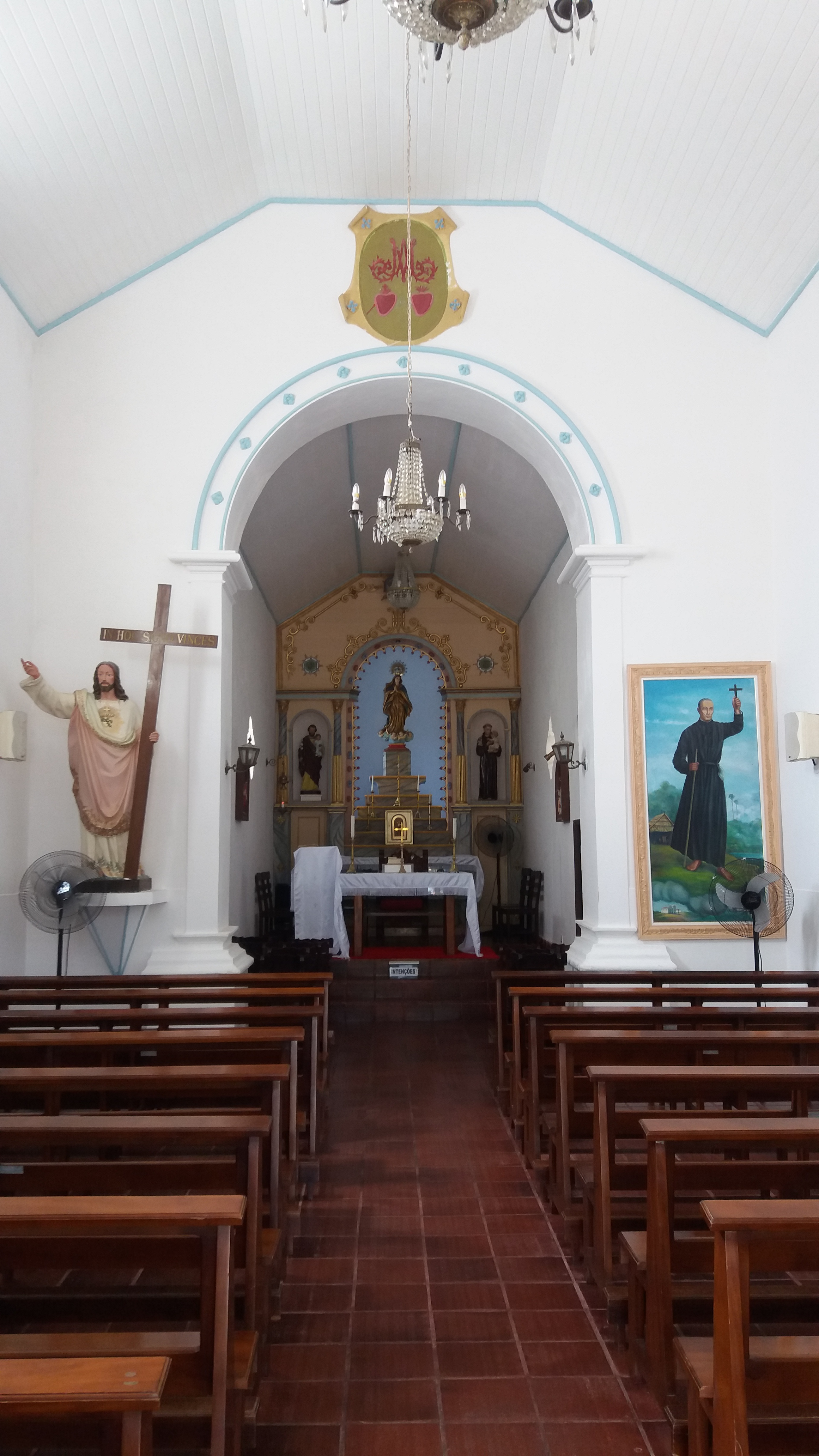
Altar mor da Antiga matriz de Guarapari.

O edifício foi construído na antiga aldeia do Rio Verde – Atual Guarapari- em 1585, pelo Padre José de Anchieta. O templo foi dedicado primeiramente à Sant’ Ana e depois de aproximadamente 170 anos, em virtude de políticas jesuíticas, passou a homenagear Nossa Senhora da Conceição.
Em 1760, a igreja ficou abandonada devido à expulsão dos jesuítas, o que resultou em sua decadência. Em 1880, recebeu sua primeira restauração que conferiu detalhes da arquitetura neo-barroca à fachada, essa intervenção ocorreu graças à preocupação do Governo do Estado em preservar o prédio. Em 1970, foi tombada pelo IPHAN como patrimônio nacional. Em 1972, passou por outra obra de restauração que resgatou a cobertura, forros e pintura geral.